# Praça do Marquês de Pombal (Porto)

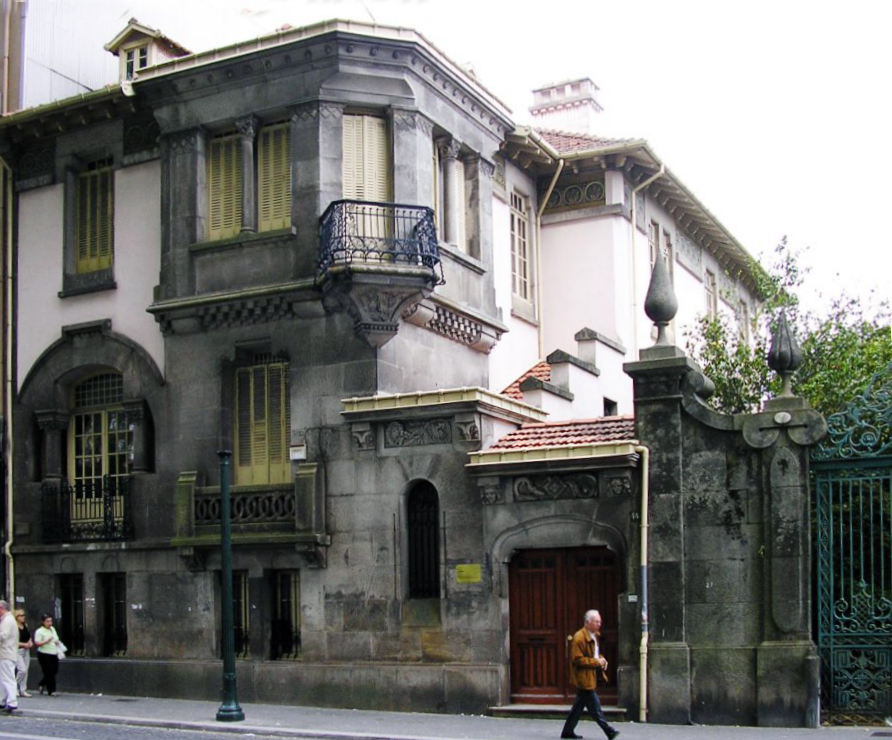
Casa-ateliê de Marques da Silva

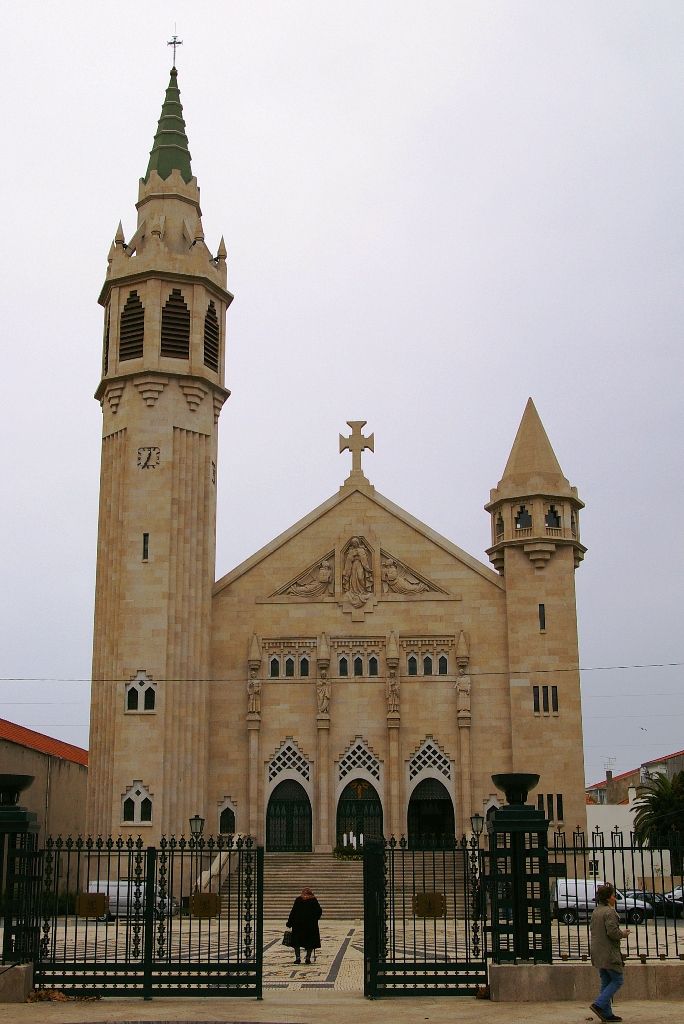
Igreja da Senhora da Conceição

A Praça do Marquês de Pombal é um largo localizado na confluências das freguesias de Santo Ildefonso, Bonfim e Paranhos, na cidade do Porto, em Portugal.
A praça inclui um jardim romântico, duas taças com jogos de água e um coreto. Densamente arborizada, é muito procurada nos dias de calor e também pelos reformados que disputam aqui as suas partidas de sueca e de dominó.

## Origem do nome
Originalmente designada por "Largo da Aguardente", por se realizar neste local o mercado da aguardente, o nome atual da praça foi-lhe atribuído em 1882, em homenagem ao estadista Sebastião José de Carvalho e Melo, Marquês de Pombal. Foi ministro durante o reinado de D. José I tendo governado despoticamente, sendo de destacar a sua ação na reconstrução de Lisboa após o terramoto de 1755.

## História
A zona fazia parte de uma grande quinta que se situava no limite norte da zona urbana do Porto antigo. Em 1832, durante o Cerco do Porto, passavam neste local as linhas de defesa liberais. O Largo da Aguardente, como então se chamava, formava uma das barreiras da cidade, onde eram cobrados impostos sobre todas as mercadorias que entravam no Porto.
Por volta de 1850 a praça tinha já a configuração atual, erguendo-se, em 1870, a praça de touros da Aguardente que, juntamente com a praça de touros da Rotunda da Boavista, foram os dois únicos locais de corridas de touros da cidade do Porto durante as últimas décadas do século XIX. Todo o espaço foi ajardinado em 1898, criando-se uma frondosa alameda e construindo-se o coreto em ferro que ainda permanece no local.
Em 1938, segundo projeto do arquiteto francês frei Paul Bellot, iniciou-se a construção da Igreja da Imaculada Conceição, do lado poente da praça. Em 2006, após a construção da Estação Marquês da Linha D do Metro do Porto, foi colocada na praça a "Fonte da Confidente", fonte retirada da Praça de D. João I no âmbito da requalificação urbana da Porto 2001 - Capital Europeia da Cultura..
Entre os habitantes ilustres da zona destaca-se o arquiteto Marques da Silva, cuja casa-ateliê se localiza na praça, estando hoje integrada no Instituto Arquitecto José Marques da Silva.

## Pontos de interesse
- Biblioteca Popular de Pedro Ivo
- Igreja da Senhora da Conceição / Igreja do Marquês
- Instituto Arquitecto José Marques da Silva
- Quiosque na Praça Marquês de Pombal

## Acessos
- Estação Marquês
- Linhas: 203, 206, 302, 303, 402, 603, 701, 702, 703, 805, 806 e 904 dos STCP.